# Ugo Procacci
Pour l’article homonyme, voir Domenico Procacci.
Ugo Procacci (né à Florence le 31 mars 1905 – mort dans la même ville en février 1991) est un historien de l'art, un fonctionnaire et un académicien italien, qui  fut un spécialiste de la théorie de la restauration des œuvres d'art.
Procacci fut le premier promoteur d'une attitude moderne et consciente dans la restauration des œuvres d'art : en étudiant soit les sources écrites disponibles (les recettes anciennes, les traités en matières artistiques, etc.).  il étudia historiquement les techniques de production artistique des anciens auteurs en y  greffant avec jugement les méthodes de recherche et de diagnostic modernes. Le champ d'étude particulier des peintures à fresque 
lui imposa en plus de connaître les connaissances de l'époque, de mettre au point les techniques de transfert pour récupérer les pigments dans l'inconato, le support d'enduit frais les ayant accueillis à leur pose.

## Biographie
Ugo Procacci naît comme second fils d'une famille modeste de Florence, dont le père est cheminot et la mère ménagère, dans l'ancien quartier S. Iacopino (actuel quartier Fortezza),
En 1923, après avoir fréquenté le lycée classique, il s'inscrit à la faculté de Lettres de Florence où il fréquente le cours d'Histoire auprès  de Gaetano Salvemini, lequel est  destitué  de sa chaire d'Histoire en 1925 pour son aversion envers le régime fasciste. Ugo passe alors dans l'étude de l'Histoire de l'art et devient lauréat de cette discipline  en 1927, avec une thèse sur  Spinello Aretino.
Après avoir passé cette licence, Ugo Procacci reste à l'intérieur de l'université : de 1927 à 1929, il est assistant au bureau d'histoire de l'art aux côtés de  Gianluca Fiocco, avec lequel il reste lié d'amitié pendant  toute sa vie. Dans le même temps, il devient secrétaire de la rédaction de Rivista d’Arte.
Pendant ce temps Ugo Procacci est toujours resté actif à l'intérieur du mouvement antifasciste : il est cofondateur du Circolo di Cultura avec les  frères Rosselli en 1920 (interdit en 1925), puis il adhère au  mouvement antifasciste Giustizia e Libertà, fondé en 1929.
Il fonde ensuite, en 1932, le Gabinetto di restauro dei dipinti de Florence, où il conjugue la restauration avec l'étude du patrimoine artistique de toute la Toscane.
La première activité du Cabinet des restaurations est liée au conteste culturel de « redécouverte des primitifs » en accord avec  la volonté de réévaluer le patrimoine toscan. Lors de deux événements significatifs, Procacci a l'occasion de diriger le Laboratoire pour d'importantes interventions de restauration et de publication sur des œuvres peu connues, redécouvertes ou retrouvées, et ensuite présentées à un large public. Il s'agit de la Mostra del Tesoro di Firenze Sacra (Exposition du Trésor de la Florence Sacrée) préparée en 1933 au couvent San Marco et la suivante Mostra Giottesca organisée en 1937 aux Offices à l'occasion du sixième  centenaire de la mort du maître.
La Seconde Guerre mondiale interrompt ces activités et Ugo Procacci  se concentre sur la protection et la sauvegarde du plus grand nombre possible des œuvres d'art. Il multiplie à la Libération les excursions dans  la campagne toscane dans la jeep de Frederich Hartt pour fouiller le territoire et recenser les œuvres d'art.
Ugo Procacci réussit, dans l'immédiat après-guerre, à organiser deux  expositions entièrement consacrées à la restauration, dans lesquelles furent exposées les œuvres restaurées à la suite des dommages de la guerre. Il s'agit de la Mostra di opere d’arte restaurate a Firenze (Exposition d'œuvres d'art restaurées à Florence) de 1946, et de la Mostra di opere d’arte trasportate a Firenze durante la guerra (Exposition d'œuvres d'art transportées à Florence pendant la guerre) de 1947, dans lesquelles, pour la première fois, sont explicitées les techniques de restauration d'art en exposant les techniques scientifiques modernes utilisées (auparavant seules étaient utilisés les pratiques anciennes et artisanales empiriques).
Les débats internationaux sur la  restauration d'art s'ouvrent et Procacci publie deux articles dans le « Burlington Magazine », qui illustrent les travaux effectués sur la Madonna e S. Anna de Masolino da  Panicale et de Masaccio, en particulier sur son difficile nettoyage, et les deux interventions sur le triptyque de La Madonna con il Bambino e i Santi Giovanni Evangelista, Giovanni Battista, Marco e la Maddalena de Fra Angelico, celui de La Madonna e quattro Santi de Sassetta pour lequel le seul transfert de la couleur fut un problème majeur. 
En 1958, Procacci devient Soprintendente à l'académie des Beaux-Arts de Florence, Arezzo et Pistoia (charge qu'il abandonne en 1964 pour retourner vers les beaux-arts).
En 1962, il devient également Dirigeant des  galeries  florentines, jusqu'en 1970, année de sa mise à la retraite. 
Il participe aux multiples actions à la suite des inondations de Florence en 1966.
En 1975, après la création du Ministère des biens culturels, le Gabinetto di restauro dei dipinti est fusionné avec l'ancien office médicéen de l'Opificio delle pietre dure.
En 1972, Procacci entame une carrière d'enseignement universitaire auprès de l'Institut d'Histoire de l'Art de la faculté de Lettres de l'Université de Florence, en enseignant la Technique artistique, une Histoire de la restauration, et l'Utilité  des documents historiques pour l'histoire de l'art. 
Il devient président de la Fondation Horne en 1974,  Lucumone du musée étrusque de  Cortone en 1979, conseiller de la Fondation Longhi en 1981, et participant actif auprès de  l’Istituto Nazionale di Studi per il Rinascimento e La Colombaria.

## Ouvrages
- La tecnica degli antichi affreschi e il loro distacco e restauro, Florence, Comitato della II Mostra di affreschi staccati, 1958.
- Sinopie ed affreschi. Florence, Cassa di risparmio, 1960 [volumineuse étude sur les différentes étapes des techniques picturales].
- Il Vasari e la conservazione degli affreschi della cappella Brancacci al Carmine e della Trinità in Santa Maria Novella, Rome, De Luca, 1956.
- Beato Angelico al Museo di San Marco a Florence, Milan, Silvana editoriale d'arte, 1972.
- Come nasce un affresco. Florence, Bonechi, 1975.
- La Galleria dell'Accademia di Florence, Rome, La Libreria dello Stato, 1951.
- La casa Buonarroti a Florence, Milan, Electa, 1967.
- Studi sul catasto fiorentino, Florence, Olschki, 1996 (posthume).

## Sources
- (it) Cet article est partiellement ou en totalité issu de l’article de Wikipédia en italien intitulé « Ugo Procacci » (voir la liste des auteurs).
- (it) Notice biographique détaillée